# لوغان ميدير
لوغان ميدير هو ملحن ومنتج أسطوانات وعازف قيثارة كندي، ولد في 16 نوفمبر 1970 في مونتريال في كندا.

## وصلات خارجية
- لوغان ميدير على موقع IMDb (الإنجليزية)
- لوغان ميدير على موقع ميوزك برينز (الإنجليزية)
- لوغان ميدير على موقع أول ميوزيك (الإنجليزية)
- لوغان ميدير على موقع ديسكوغز (الإنجليزية)
- لوغان ميدير على موقع قاعدة بيانات الفيلم (الإنجليزية)